# Eric Ommanney Skaife
Sir Eric Ommanney Skaife, britanski general, * 1884, † 1956.